# Нортгемптон (округ, Северная Каролина)
Округ Нортгемптон (англ. Northampton County) располагается в штате Северная Каролина, США. Официально образован в 1741 году. По состоянию на 2010 год, численность населения составляла 22 099 человек.

## География
По данным Бюро переписи США, общая площадь округа равняется 1427,091 км², из которых 1388,241 км² суша и 36,26 км² или 2,57 % это водоёмы.

## Население
По данным переписи населения 2000 года в округе проживает 22 086 жителей в составе 8691 домашних хозяйств и 5953 семей. Плотность населения составляет 16 чел./км². На территории округа насчитывается 10 455 жилых строений, при плотности застройки около 8 строений на км². Расовый состав населения: белые — 39,09 %, афроамериканцы — 59,43 %, коренные американцы (индейцы) — 0,32 %, азиаты — 0,09 %, гавайцы — 0,05 %, представители других рас — 0,39 %, представители двух или более рас — 0,63 %. Испаноязычные составляли 0,73 % населения независимо от расы.
В составе 27,7 % из общего числа домашних хозяйств проживают дети в возрасте до 18 лет, 45,5 % домашних хозяйств представляют собой супружеские пары проживающие вместе, 18,3 % домашних хозяйств представляют собой одиноких женщин без супруга, 31,5 % домашних хозяйств не имеют отношения к семьям, 28,40 % домашних хозяйств состоят из одного человека, 13,2 % домашних хозяйств состоят из престарелых (65 лет и старше), проживающих в одиночестве. Средний размер домашнего хозяйства составляет 2,44 человека, и средний размер семьи 2,99 человека.
Возрастной состав округа: 24,3 % моложе 18 лет, 6,9 % от 18 до 24, 26,5 % от 25 до 44, 24,9 % от 45 до 64 и 24,9 % от 65 и старше. Средний возраст жителя округа 40 лет. На каждые 100 женщин приходится 92 мужчин. На каждые 100 женщин старше 18 лет приходится 88,6 мужчин.
Средний доход на домохозяйство в округе составлял 26 652 USD, на семью — 34 648 USD. Среднестатистический заработок мужчины был 27 970 USD против 21 183 USD для женщины. Доход на душу населения составлял 15 413 USD. Около 17 % семей и 21,3 % общего населения находились ниже черты бедности, в том числе — 29,8 % молодежи (тех, кому ещё не исполнилось 18 лет) и 21,5 % тех, кому было уже больше 65 лет.